# Neven Marković
Neven Marković (20 febbraio 1987) è un ex calciatore serbo, di ruolo difensore.

## Biografia

### Vita privata
In un'intervista rilasciata al giornale ginevrino "La Tribune de Genève" al suo approdo al Servette, ha dichiarato che il tennista Novak Đoković è il suo miglior amico, dato che si conoscono sin dall'infanzia e che erano vicini di casa.

### Carriera
Il 1º luglio 2013 viene annunciato ufficialmente il suo trasferimento al Servette, appena relegato in Challenge League, firmando per un anno con opzione per due altri. Segna la sua prima rete con la maglia della squadra ginevrina il 2 marzo 2014 contro il Bienne allo stadio Gurzelen.